# Bambola francese
Bambola francese (The French Doll) è un film muto del 1923 diretto da Robert Z. Leonard. La sceneggiatura di Frances Marion si basa sull'omonimo romanzo di Paul Armont e Marcel Gerbidou tradotto dal francese da A. E. Thomas nel 1922.

## Trama
Figlia di un antiquario, Georgine Mazulier, viene spinta dal padre, che sfrutta il fascino della giovane, a turlupinare ricchi clienti vendendo loro falsi oggetti d'antiquariato. Arrivati negli Stati Uniti, i Mazulier cercano di far sposare Georgine a un ricco industriale, Wellington Wick. A Palm Beach, la ragazza rimane ferita durante una sparatoria e Wick finisce per innamorarsi di lei e a chiederle di sposarlo.

## Produzione
Il film, prodotto dalla Tiffany Productions, venne girato a Los Angeles.

## Distribuzione
Il copyright del film, richiesto dalla Tiffany Productions, fu registrato il 19 luglio 1923 con il numero LP19219.
Distribuito dalla Metro Pictures Corporation, il film uscì nelle sale cinematografiche statunitensi il 3 settembre 1923, in quelle italiane nell'aprile 1925.
Copie complete della pellicola si trovano conservate negli archivi del Gosfilmofond e in quelli della Jugoslovenska Kinoteka di Belgrado.